# لیبرتیویل (آیووا)
لیبرتیویل (به انگلیسی: Libertyville) شهری در ایالت آیووا کشور ایالات متحده آمریکا است که جمعیت آن در سرشماری سال ۲۰۱۰ میلادی، ۳۱۵ نفر بوده‌است.